# Französische Rugby-Union-Meisterschaft 1895/96
Die Saison 1895/96 war die fünfte Austragung der französischen Rugby-Union-Meisterschaft (französisch Championnat de France de rugby à XV), der heutigen Top 14.
Es beteiligten sich fünf Mannschaften an der Meisterschaft, alle aus Paris und Umgebung. Sie spielten zunächst eine Runde „jeder gegen jeden“. Im Endspiel, das am 5. April 1896 im Vélodrome von Courbevoie stattfand, trafen die Erst- und Zweitplatzierten aufeinander und spielten um den Bouclier de Brennus. Dabei setzte sich Olympique Paris gegen Stade Français durch und errang den einzigen Meistertitel der Vereinsgeschichte.

## Vorrunde

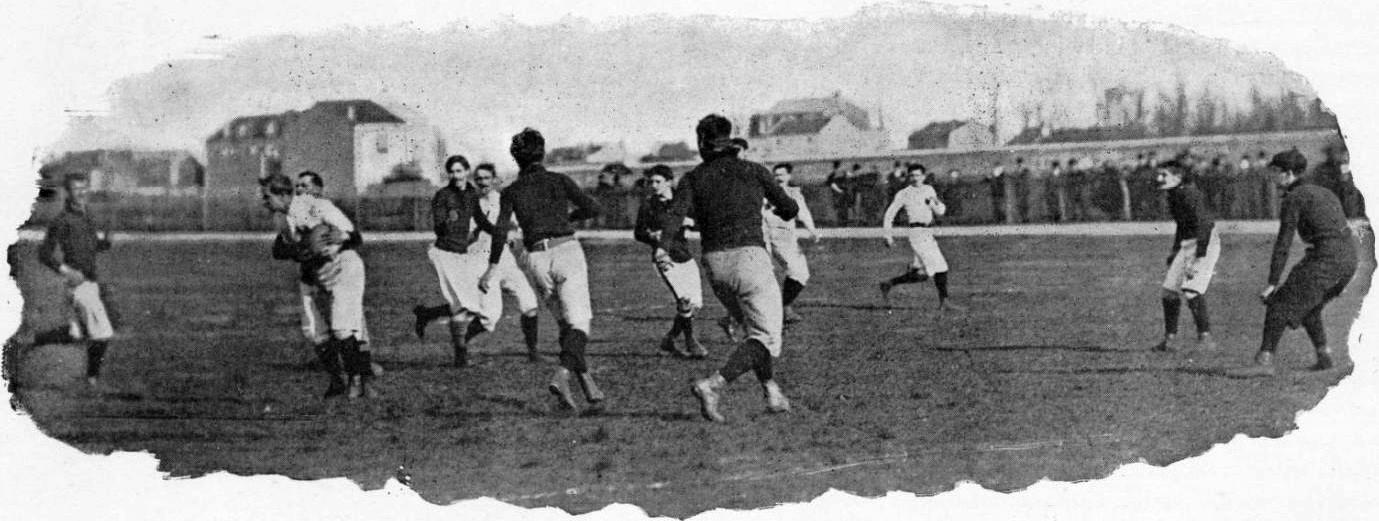
Spielszene im Finale

|   | Team                    |
| - | ----------------------- |
| ? | Stade Français          |
| ? | Olympique Paris         |
| ? | Racing Club de France   |
| ? | Cosmopolitan Club       |
| ? | Union Sportive de l’Est |

## Finale
| 5. April 1896 | Olympique Paris                                         | 12 : 0        | Stade Français | Vélodrome, Courbevoie Schiedsrichter: Paul Lejeune |
| 5. April 1896 | Versuche: Carcy (2) Erhöhungen: Potter Dropgoals: Carcy | (0:0) Bericht |                | Vélodrome, Courbevoie Schiedsrichter: Paul Lejeune |

Aufstellungen
Olympique Paris: Arnold Bideleux, Carcy, Jean-Baptiste Charcot, Adolphe de Longchamps, M. de Longchamps, Jean-Guy Gautier, J. S. Poutney, Hirtz, Loubery, A. Martel de Janville, Thierry Martel de Janville, J. Mathoux, Thomas Fuller Potter, Alexandre Sienkiewicz, Charles Thorndike
Stade Français: Henri Amand, Billings, Louis Dedet, Paulo do Rio Branco, Paul Dumaine, René Ellenberger, W. Hadley, P. Laguiller, R. Lefebvre, René Mielvacque, Joseph Olivier, Rozet, Charles Trupel, Frédéric Vernazza, Bernard Zurlo